# 立花種善
立花 種善（たちばな たねよし）は、江戸時代後期の大名。筑後国三池藩の第7代藩主、のち陸奥国下手渡藩の初代藩主。官位は従五位下・和泉守、豊前守。

## 生涯
寛政6年（1794年）1月19日、三池藩6代藩主の立花種周の四男として誕生した。四男だったが、兄の種徳らが早世したために世子となった。
文化2年（1805年）11月、若年寄在任中に幕閣での政争に敗れた父が職を奪われ、12月27日に強制隠居と蟄居を命じられた。これにより、未だ若年の種善が家督を継いだ。しかし対立派閥の追及は止まず、種周が若年寄在任中に幕府の機密情報を漏洩させたとして、文化3年（1806年）6月5日に陸奥国伊達郡下手渡に左遷的に移封された。藩は下手渡陣屋を新規に構築して藩庁とし、種善は新たな領地において善い藩政を行ったと伝わる。
天保3年（1832年）12月25日に江戸で死去した。享年39。長男・種温が跡を継いだ。墓所は福島県伊達市の耕雲寺。

## 系譜
子は5男3女
父母
- 立花種周（父）
- 於悦、泉流院 ー 稲葉正益の娘（母）

正室
- 常 ー 堀直皓の娘

子女
- 立花種温（長男）生母は常（正室）
- 立花寛愷（次男）
- 京極高福室